# Partido Moderado
El Partido Moderado, Partido Liberal Moderado o Partido Monárquico Constitucional fue uno de los dos principales partidos políticos españoles liberales y dinásticos o isabelinos (es decir, defensores de la línea dinástica representada por Isabel II frente a carlistas y republicanos) que se disputaron el poder durante su reinado (1833-1868). Su principal rival era el Partido Progresista.

## Trayectoria

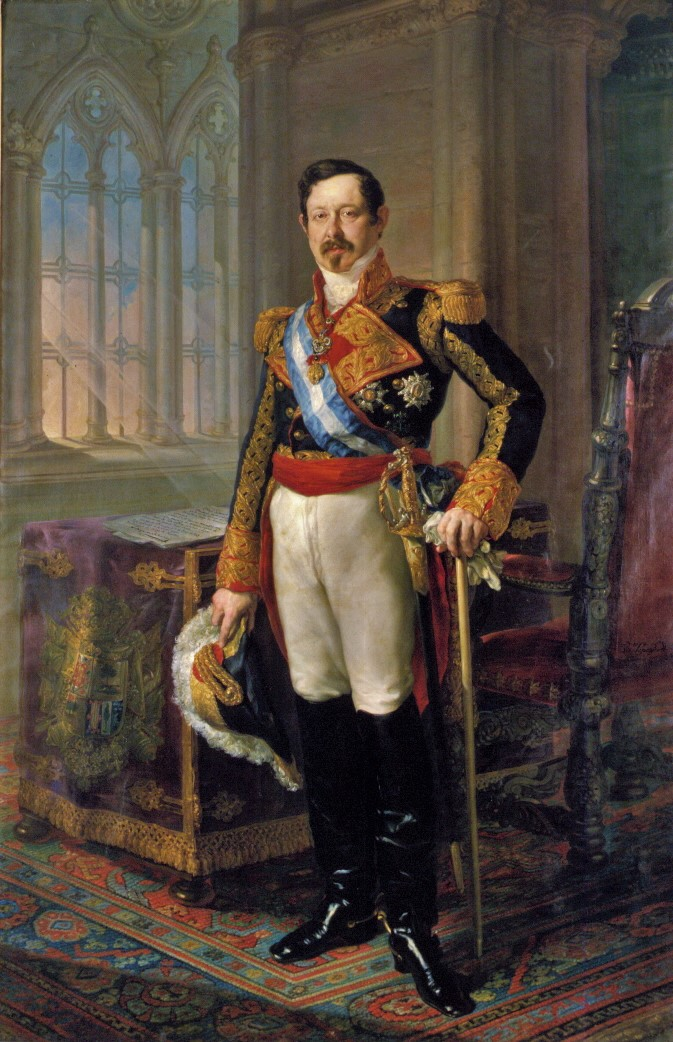
Ramón María Narváez, primer duque de Valencia, por Vicente López Portaña (Museo de Bellas Artes de Valencia).

Los miembros del Partido Moderado o liberales moderados eran la continuación de los moderados del Trienio Liberal (opuestos a los liberales exaltados) que en los últimos años del reinado de Fernando VII (Década Ominosa) efectuaron una mutua aproximación a los elementos menos absolutistas cercanos al propio poder.
A la muerte del rey apoyaron la sucesión de Isabel (la hija mayor del rey, una niña de tres años) bajo la regencia de la reina madre (María Cristina de Borbón-Dos Sicilias). Del sistema político quedaban excluidos los carlistas (fuertemente absolutistas y partidarios del Antiguo Régimen representado por la sucesión en el varón con más derecho: el infante Carlos María Isidro de Borbón).
El partido se organizó en 1834, en torno a la presidencia gubernamental de Francisco Martínez de la Rosa.
Tras unos años de predominio progresista, ocupó el poder de forma continuada durante la denominada Década moderada (1843-1854) bajo el liderazgo del general Narváez, y tras el bienio progresista (1854-1856) volvió al poder aliado con la Unión Liberal.
Tras la revolución de 1868, y la constitución de 1869 no obtuvo representación en las nuevas cortes, y perdió todo su poder. Terminado el sexenio democrático y restaurada la monarquía en 1874, se fusionó con la Unión Liberal para formar el Partido Liberal-Conservador, bajo la dirección de Cánovas del Castillo.

## Ideología
Su ideología política (el moderantismo) es equiparable al conservadurismo inglés y especialmente al doctrinarismo francés, del que sus ideólogos (especialmente Donoso Cortés) tomaron buena parte del argumentario.
Sus principales ideas eran:
- Estado confesional católico.
- Fortalecimiento del poder real.
- Capitalismo puro
- Paz interna nacional
- Centralismo total, ubicado en Madrid.[cita requerida]

## Apoyos
Durante su existencia tuvo el apoyo de parte del ejército (los espadones moderados, como el general Narváez), los terratenientes (conformados en una oligarquía proveniente tanto de la aristocracia no tradicional como de la alta burguesía, y espacialmente situados en las zonas latifundistas de Andalucía y la Meseta), y parte de las clases medias (la llamada gente de orden). Económicamente tendían a defender el librecambismo que permitía la exportación de los excedentes agrícolas, lo que se adecuaba a los intereses de sus bases sociales. Electoralmente defendían el sufragio restringido o sufragio censitario (que limitaba el censo electoral a los más ricos, exigiendo para obtener la condición de elector demostrar un determinado nivel de propiedad o el pago de una cierta cantidad de impuestos) por la misma razón.
Una vez derrotado militarmente el carlismo, el pacto que puso fin a la guerra (abrazo de Vergara) permitió que algunos de sus miembros más moderados y condescendientes se incorporaran al partido o se aproximaran a sus posiciones.
Lo mismo ocurrió con la mayor parte del clero (muy presente en el entorno de la reina) a partir del Concordato de 1851, aunque la corriente denominada neocatólicos se mantuvo como una opción diferenciada y sin descartar de modo definitivo la opción carlista.